# Santo Antônio do Leste
Santo Antônio do Leste este un oraș în Mato Grosso (MT), Brazilia.